# Wikipedia ukraińskojęzyczna
Wikipedia ukraińskojęzyczna (ukr. Українська Вікіпедія) – edycja Wikipedii w języku ukraińskim.

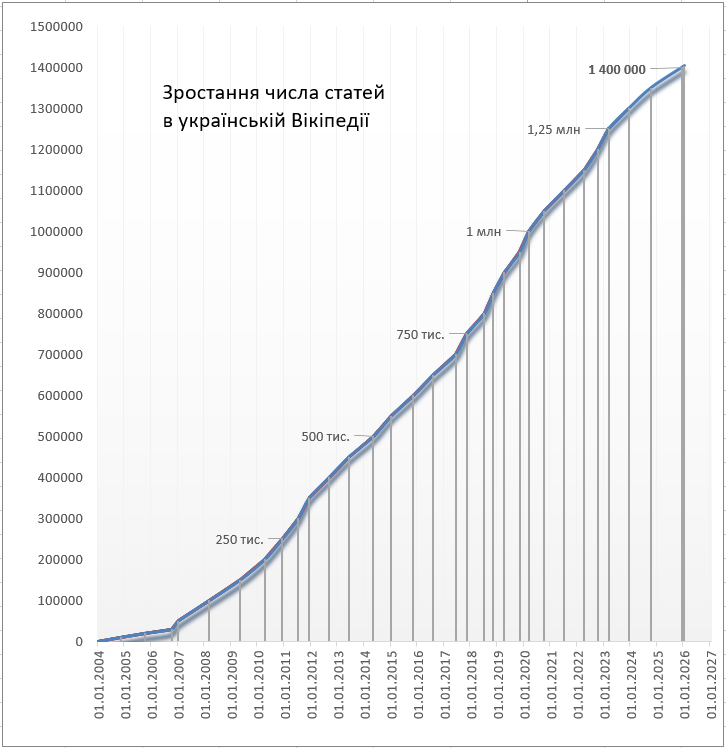
Liczba artykułów w Wikipedii ukraińskojęzycznej

Pierwszy artykuł został w niej napisany 30 stycznia 2004 roku. 1 października 2005 roku osiągnęła ona 20 tysięcy artykułów, 16 stycznia 2007 – 50 tysięcy, 7 kwietnia 2010 – 200 000, 7 lipca 2011 – 300 000, zaś 1 lutego 2014 było w niej już ponad 499 000 haseł, co plasowało ją na 16 pozycji wśród wszystkich edycji językowych i na 3 pozycji wśród edycji słowiańskojęzycznych Wikipedii (po rosyjskojęzycznej i polskojęzycznej).
9 grudnia 2023 r. liczba artykułów w ukraińskojęzycznej Wikipedii osiągnęła 1 300 000.